# Инаглинский горно-обогатительный комбинат
Горно-обогатительный комплекс «Инаглинский» (Инаглинский ГОК) — крупнейший угледобывающий комплекс на территории России, располагающийся в Нерюнгринском районе Республики Саха (Якутия). Добыча производится на Чульмаканском месторождении коксующегося каменного угля, а также на Верхне-Талуминском месторождении. Общие запасы месторождений составляют 764 млн т угля. Комплекс входит в группу «Колмар».

## Этапы строительства
Группа «Колмар» начала работы в Нерюнгринском районе в третьем квартале 2014 года, со строительства разреза в северной части участка «Западный» Чульмаканского месторождения. Разрез, добыча на котором ведётся подземным способом, добывает 2 млн тонн угля в год.
Вторым объектом ГОК «Инаглинский» стала обогатительная фабрика «Инаглинская-1» мощностью 2 млн т, которая была введена в эксплуатацию 31 мая 2016 года и вышла на проектные показатели в сентябре того же года. Сырьё для неё обеспечивает уголь с участка «Западный».
В 2017 году началась подготовка к строительству фабрики «Инаглинская-2» (проектная мощность 12 млн тонн переработки угля в год).
В соответствии с соглашением, подписанным в марте 2017 года с АО «Корпорация развития Дальнего Востока» (КРДВ), АО «ГОК Инаглинский» получил статус резидента территории опережающего развития (ТОР) «Южная Якутия».
10 сентября 2020 года были запущены первая очередь шахты «Инаглинская» и обогатительная фабрика «Инаглинская-2» Мощность шахты — 6 млн т коксующегося угля в год.
Финансовую поддержку строительства фабрики «Инаглинская-2» и шахты «Инаглинская» оказал Фонд развития Дальнего Востока и Арктики (ФРДВ).
На стадии строительства находятся вторая очередь шахты «Инаглинская» и обогатительная фабрика «Инаглинская-2»; о начале работ было объявлено в декабре 2020 года. Предполагается, что в итоге предприятия ГОКа «Инаглинский» к 2023 году выйдут на производственную мощность 12 миллионов тонн добычи и переработки угля в год; таким образом ГОК станет самым крупным в России.

## Логистика и экспорт
11 сентября 2020 года, на следующий день после ввода в строй 1-й очереди шахты «Инаглинская» и горно-обогатительной фабрики «Инаглинская-2», входящая в группу «Колмар» компания «ВаниноТрансУголь» запустила в Ванинском районе (Хабаровский край), в 8 км от порта Ванино, первую очередь самого крупного в России угольного терминала, предназначенного, в первую очередь, для транспортировки коксующегося угля, добываемого в Якутии на Инаглинском ГОКе (а также на Денисовском ГОКе). Терминал, в сочетании с шахтой Инаглинская и обогатительной фабрикой Инаглинская-2, завершает создание единого производственно-логистического комплекс по добыче, переработке, транспортировке и перевалке угля.
Поставки угля ориентированы на страны Азиатско-Тихоокеанского региона, прежде всего — Китай и Японию. Как отмечали ранее в компании, примерно 70 % поставок коксующегося угля приходится на Китай.
Мощность нового терминала превысит 12 млн т угля в год, а в 2023 году вырастет до 24 млн т..